# Малий Зелений потік
Малий Зелений потік (словац. Malý Zelený potok) — річка в Словаччині, ліва притока Грону, протікає в окрузі Брезно.
Довжина приблизно 5.9-6.4 км. Витік знаходиться в масиві Вепорські гори (частина Фабова-Голя — схил Кральовської гори) на висоті близько 1080 метрів. Протікає територією села Бацух.
Впадає в Грон на висоті приблизно 555-560 метрів.